# Resolución 243 del Consejo de Seguridad de las Naciones Unidas
Mediante la resolución 243 del Consejo de Seguridad de las Naciones Unidas, adoptada por unanimidad el 12 de diciembre de 1967, después de examinar la solicitud de la República Democrática Popular del Yemen para la membresía en las Naciones Unidas, dicho Consejo recomendó a la Asamblea General de las Naciones Unidas que Yemen del Sur fuese admitido en tal organización internacional.